# Phaedyma aspasia
Phaedyma aspasia är en fjärilsart som beskrevs av John Henry Leech 1890. Phaedyma aspasia ingår i släktet Phaedyma och familjen praktfjärilar. Inga underarter finns listade i Catalogue of Life.

## Bildgalleri

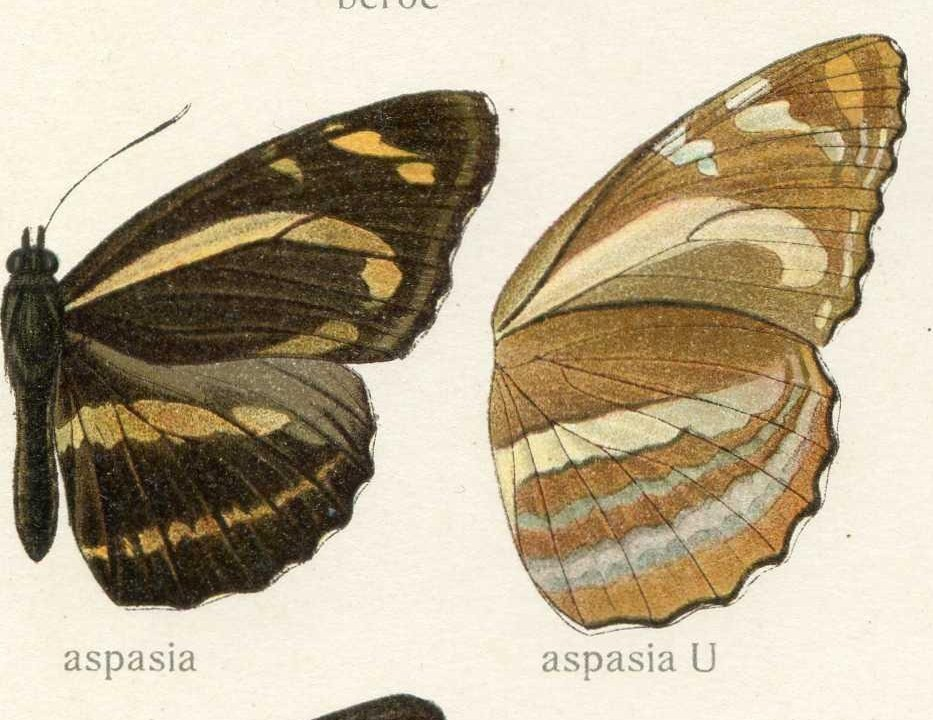